# Agrochola rufescentior
Agrochola rufescentior là một loài bướm đêm trong họ Noctuidae.